# Скрицький Олег Миколайович
Оле́г Микола́йович Скри́цький (30 грудня 1975 — 23 грудня 2015) — солдат Збройних сил України, учасник російсько-української війни.

## Життєпис
Народився 1975 року у місті Херсон; 1991-го закінчив 8 класів херсонської школи-інтернату (в сучасності — комунальний заклад «Навчально-виховний комплекс імені Т. Г. Шевченка Херсонської обласної ради»), по тому — Херсонське медичне училище, здобув спеціальність фельдшера. Проходив строкову службу під Одесою, згодом працював за фахом.
2014 року мобілізований, санітарний інструктор 30-ї окремої механізованої бригади. Від березня 2015 року служив у зоні бойових дій, влітку зазнав поранення та двох контузій.
23 грудня 2015 року помер вдома у Херсоні внаслідок поранень.
26 грудня 2015-го похований в Херсоні.

## Нагороди та вшанування
- 8 квітня 2016 року на будівлі херсонського комунального закладу «Навчально-виховний комплекс імені Т. Г. Шевченка Херсонської обласної ради» відкрито меморіальну дошку Олегу Скрицькому.[1]